# Celeadinove (Lenine)
Celeadinove (în ucraineană Челядінове) este localitatea de reședință a comunei Celeadinove din raionul Lenine, Republica Autonomă Crimeea, Ucraina.

## Demografie
Componența lingvistică a localității Celeadinove
     Rusă (89,87%)
     Ucraineană (6,54%)
     Tătară crimeeană (1,53%)
     Alte limbi (0,11%)
Conform recensământului din 2001, majoritatea populației localității Celeadinove era vorbitoare de rusă (89,87%), existând în minoritate și vorbitori de ucraineană (6,54%), armeană (1,74%) și tătară crimeeană (1,53%).